# البحرية 2 (فلم)
البحرية 2 (بالإنجليزية: The Marine 2) هو فيلم أكشن تم إنتاجه في الولايات المتحدة وصدر سنة 2009 بطولة تيد ديبياسي الابن ولارا كوكس وهو الجزء الثاني من سلسلة أفلام البحرية لاستوديوهات دبليو دبليو إي.

## القصة
(جو لينوود) جندي مقاتل في البحرية الأمريكية من فئة القوات الخاصة، يذهب مع زوجته (روبين) إلى أحد فنادق الخمسة نجوم لقضاء إجازة، لكن لسوء حظه تسيطر إحدى العصابات على الفندق، وتتخذ نزلاءه رهائن، وتقوم بعزل زوجة (روبين) لعدم تنفيذها الأوامر، فيقوم باستحضار خبراته القتالية بأكملها حتى يقاتل تلك العصابة الشرسة بمفرده.

## الميزانية والإيرادات
كلف الفيلم ميزانية 1.5 مليون دولار.

## روابط خارجية
- مقالات تستعمل روابط فنية بلا صلة مع ويكي بيانات